# IPhone 5s
iPhone 5s是美國蘋果公司於2013年9月推出的智慧型手機，是第七代iPhone。
iPhone 5s搭載iOS 7作為作業系統，手機外觀與硬體方面則首次新增金色選項，內部電池略增到1560毫安时，與全新相機鏡頭（但未提升像素，僅改良使感光面積增大）、雙色閃光燈（True Tone）、新一代Apple A7處理器、且是全球首部採用64位元處理器的智慧型手機。此外增加iOS系列硬體第一次採用，也是業界最先使用的專利按壓式指紋辨識（touch finger print）功能。
iPhone 5s及iPhone 5c在開售後首三日共錄得九百萬破紀錄銷量。

## 功能特色

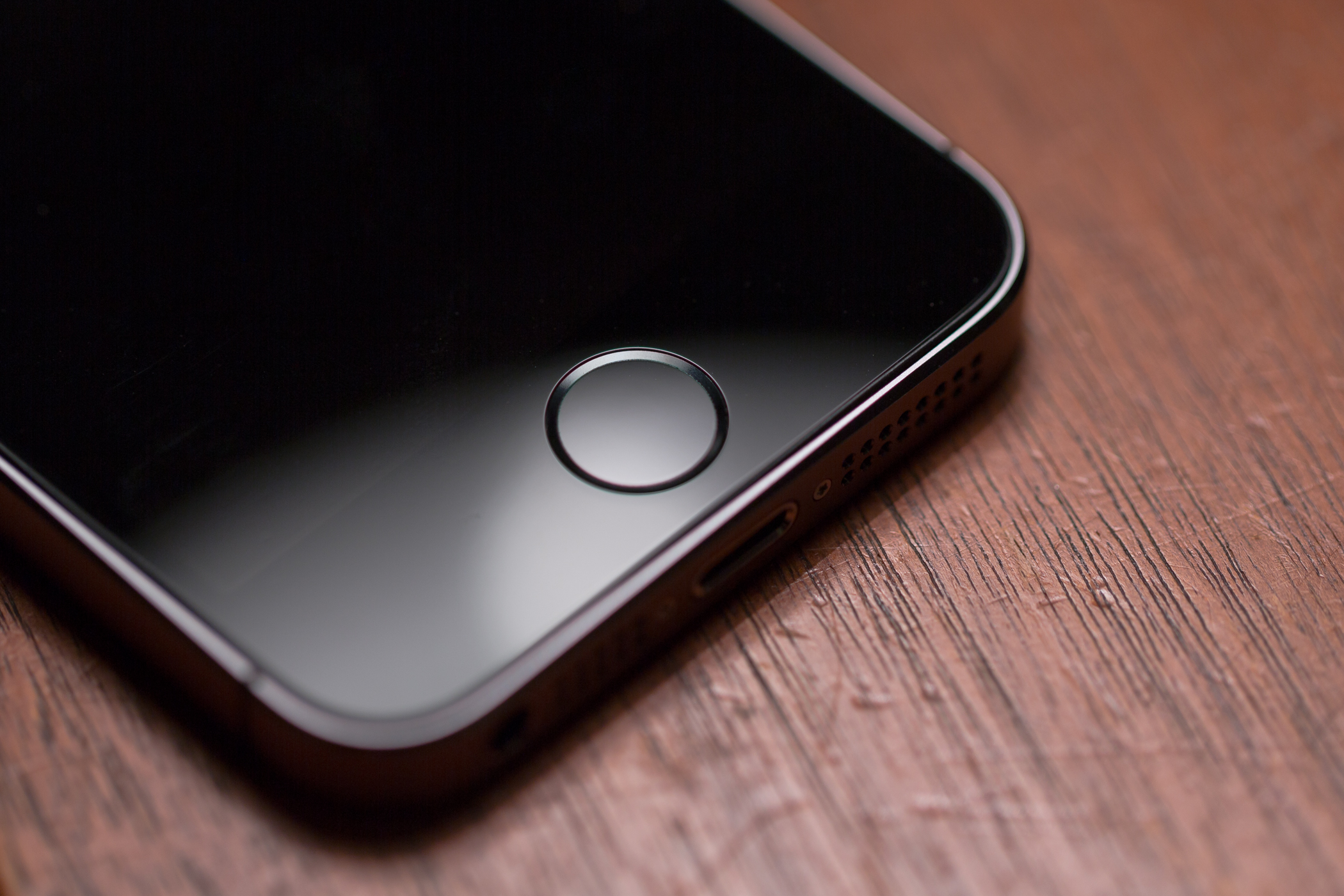
iPhone 5s 主屏幕按钮

### 64位元架構
iPhone 5s 搭載採用64 位元架構的Apple A7處理器，可向下相容 32 位元 的應用程式（在更新至 iOS 11 後，对 32位元的應用程式的支持已被删除），並支持 OpenGL ES 3.0。官方指A7處理器比上一代的A6處理器快兩倍。

### Touch ID
由於蘋果公司於2012年7月收購指紋感應器製造商 AuthenTec，因此在正式发布之前已經有媒體猜測下一代 iPhone 有指紋識別功能。在发布會上確認指纹识别器的名字为Touch ID，並被裝嵌在被蓝宝石水晶覆盖之下的Home键中。識別器具有500ppi的扫描精度，指纹資料會被存储在A7处理器的一个獨立安全区（Secure Enclave）内，任何软件都无权限访问，且永遠不會被備份至蘋果伺服器或電腦。
依照測試，貓掌的生物特徵也可以讓触控 ID (Touch ID) 辨識。

### iSight 攝像頭
蘋果在 iPhone 5s 採用像素不變，增加感光元件面積的方法提高相片品質。每一個像素的直徑擴大到1.5µm，光圈提升到f/2.2，令整體感光能力提高33%。

## 規格
顏色
- 太空灰
- 金色
- 銀色

處理器
- 64位元架構的A7晶片
- M7動作感應協同處理器
- 指紋身分識別感應器 触控 ID (Touch ID)

功能升級
- 慢動作錄影功能（720p 120Fps）
- 連環快拍功能
- 初次設定時可免費下載Pages、Keynote、Numbers、iMovie、iPhoto 和 GarageBand
- 內建 Podcast（前一代必須自行下載）
- 內建 Trailers（前一代必須自行下載）
- 內建 Remote（前一代必須自行下載）

## 顏色
顏色包括：
| 顏色 | 名稱   | 英語       | 備註       |
| ---- | ------ | ---------- | ---------- |
|      | 太空灰 | Space Gray | 正面為黑色 |
|      | 銀色   | Silver     | 正面為白色 |
|      | 金色   | Gold       | 正面為白色 |

## 销售
第一波銷售地區（9月20日）
- 美國、加拿大、英國、法國、德國、澳洲、中国大陆、新加坡、香港 、日本（十個國家及地區）。[9]

第二波銷售區域（10月25日前）
- 奧地利、比利時、保加利亞、克羅埃西亞、捷克、丹麥、愛沙尼亞、芬蘭、法屬西印度群島、希臘、匈牙利、愛爾蘭、義大利、拉脫維亞、列支登斯敦、立陶宛、盧森堡、澳門、馬爾他、荷蘭、紐西蘭、挪威、波蘭、葡萄牙、法屬留尼旺群島、羅馬尼亞、俄羅斯、斯洛伐克、斯洛維尼亞、韓國、西班牙、瑞典、臺灣、泰國

第三波銷售區域（11月1日前）
- 阿爾巴尼亞、亞美尼亞、巴林、哥倫比亞、薩爾瓦多、關島、瓜地馬拉、印度、馬其頓、馬來西亞、墨西哥、摩爾多瓦、蒙特內哥羅、沙烏地阿拉伯、土耳其、阿拉伯聯合大公國[10]

### 售价
iPhone 5s已經公布了其售價：
- 美国：16GB=549 / 32GB=599美元（以上不包括销售税）
- 中国大陆：16GB=5288 / 32GB=6088人民币（已含增值税）
- 香港：16GB=5388 / 32GB=6188港币
- 臺灣：16GB=16900/ 32GB=18900新臺幣（已含營業稅）

## 問題

### 隱私問題
媒體擔憂 iPhone 5s 的指纹识别系统可能会泄露个人隐私。苹果聲稱指纹识别信息不会上传云端或進行備份，並只會儲存在蘋果A7晶片中的Secure Enclave內，且只有指紋識別系統才可以存取資料。另外由於iPhone 5s採用電容按压式讀取技術，因此能識別對象是否活體，但混沌计算机俱乐部透過超高解像度（2400dpi）掃瞄指紋，再翻轉然後用厚碳粉1200dpi高解像度列印在透明膠片上，之後用乳膠製作模子，濕潤模子再印上去即成功破解。

### 水平儀誤差
初期 iPhone 5S 的水平儀感測器存在明顯誤差，經過部分調查，誤差普遍在2°~4°之間。蘋果公司於 2013年10月22日 发布的 iOS 7.0.3 更新裡修正了加速器的誤差。

### 电辐烫伤
中国湖南省株洲市市民苏静用自己2014年4月购买iPhone5s打电话时，突然感觉手机发热就把手机拿开，后发现脸被烫出一个红印。经医院诊断为“电辐烫伤”。

### iPhone产品时间线
| iPhone型號年表 |
| -------------- |
|                |

## 引用参考
1. ↑  . Apple.com.   [2013-10-14]. （原始内容存档于2013-10-24）.
2. ↑  苹果新 iPhone 拒绝平价路线 （页面存档备份，存于），亚太日报，2013年9月11日
3. ↑  兩款新iPhone面世 最快後日起預訂 （页面存档备份，存于）《東方日報》2014年9月11日
4. ↑  . Apple.com. 2013-09-23  [2013-10-14]. （原始内容存档于2013-09-24）.
5. ↑  由 Danny Mak .於 1 month 之前,發表. . Cn.engadget.com.   [2013-10-14]. （原始内容存档于2013-09-21）.
6. ↑  [责任编辑：ugmbbc]. . Cnbeta.com. 2013-09-11  [2013-10-14]. （原始内容存档于2013-10-13）.
7. ↑  . The Verge.   [2012-07-27]. （原始内容存档于2012-07-28）.
8. ↑  . YouTube. 2013-09-19  [2013-10-14]. （原始内容存档于2013-10-11）.
9. ↑  . Apple.com. 2013-09-10  [2013-10-14]. （原始内容存档于2013-09-21）.
10. ↑  . The Verge. 2013-10-09  [2013-10-14]. （原始内容存档于2013-10-14）.
11. ↑  . ZDNet. September 10, 2013  [September 10, 2013]. （原始内容存档于2013-09-15）.
12. ↑  . 纽约杂志. September 10, 2013  [September 10, 2013]. （原始内容存档于2013-09-13）.
13. ↑  . 网易新闻. 2013-09-13  [2013-10-14]. （原始内容存档于2016-02-15）.
14. ↑  . 科技新報.   [2013-10-20]. （原始内容存档于2013-10-01）.
15. ↑  . Applealmond.com. 2013-09-14  [2013-10-14]. （原始内容存档于2013-10-14）.
16. ↑  . 光明网. 2014-08-20  [2014-08-21]. （原始内容存档于2014-08-21）.。
17. ↑  Apple Inc. (2007–2025). iPhone News - Newsroom Archive. Retrieved February 19, 2025.

## 外部連結
| 前任： iPhone 5 | iPhone 5s iPhone 5c 第7代 | 繼任： iPhone 6 iPhone 6 Plus iPhone SE |